# Llac Jipe
El Llac Jipe, en anglès: Lake Jipe és un llac interterritorial situat entre les fronteres de Tanzània i Kenya. A la banda de Tanzània es troba a la regió del Kilimanjaro, mentre que a la banda de Kenya es troba al sud de la població de Nghonji. Aquest llac és alimentat principalment pel riu Lumi que davalla del Mont Kilimanjaro, i de torrents provinents de les Pare Mountains. La sortida d'aquest llac forma el riu Ruvu. El Tsavo West National Park protegeix part de la riba septentrional del llac mentre que la Mkomazi Game Reserve de Tanzània està propera. Aquest llac és conegut pels seus peixos endèmics, com també pels seus ocells, mamífers i planes d'aiguamoll.

## Geografia
Aquest llac és accessible per la carretera B1 des de Kifaru, a uns 40 km al sud de la població de Tanzània de Moshi. Jipe ocupa una superfície d'uns 30 km², hi ha l'embassament de Nyumba ya Mungu. La seva aigua només és potable si ha estat bullida i filtrada.

## Demografia
Unes 120.000 persones depenen del llac. S'hi pesca i s'hi practica l'agricultura i la ramaderia. S'aprofita per al regadiu.